# 摩耶站

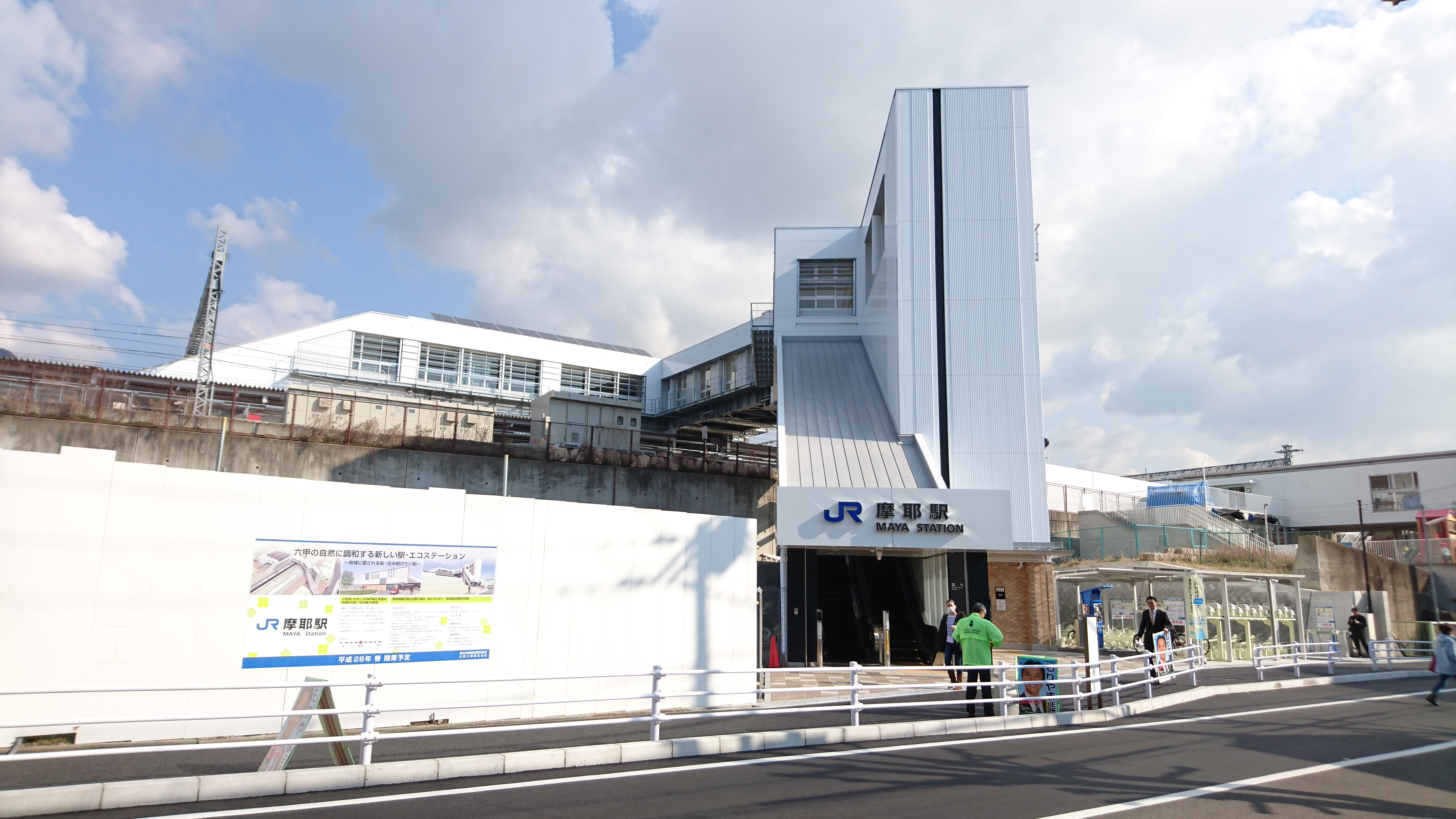
摩耶站南邊

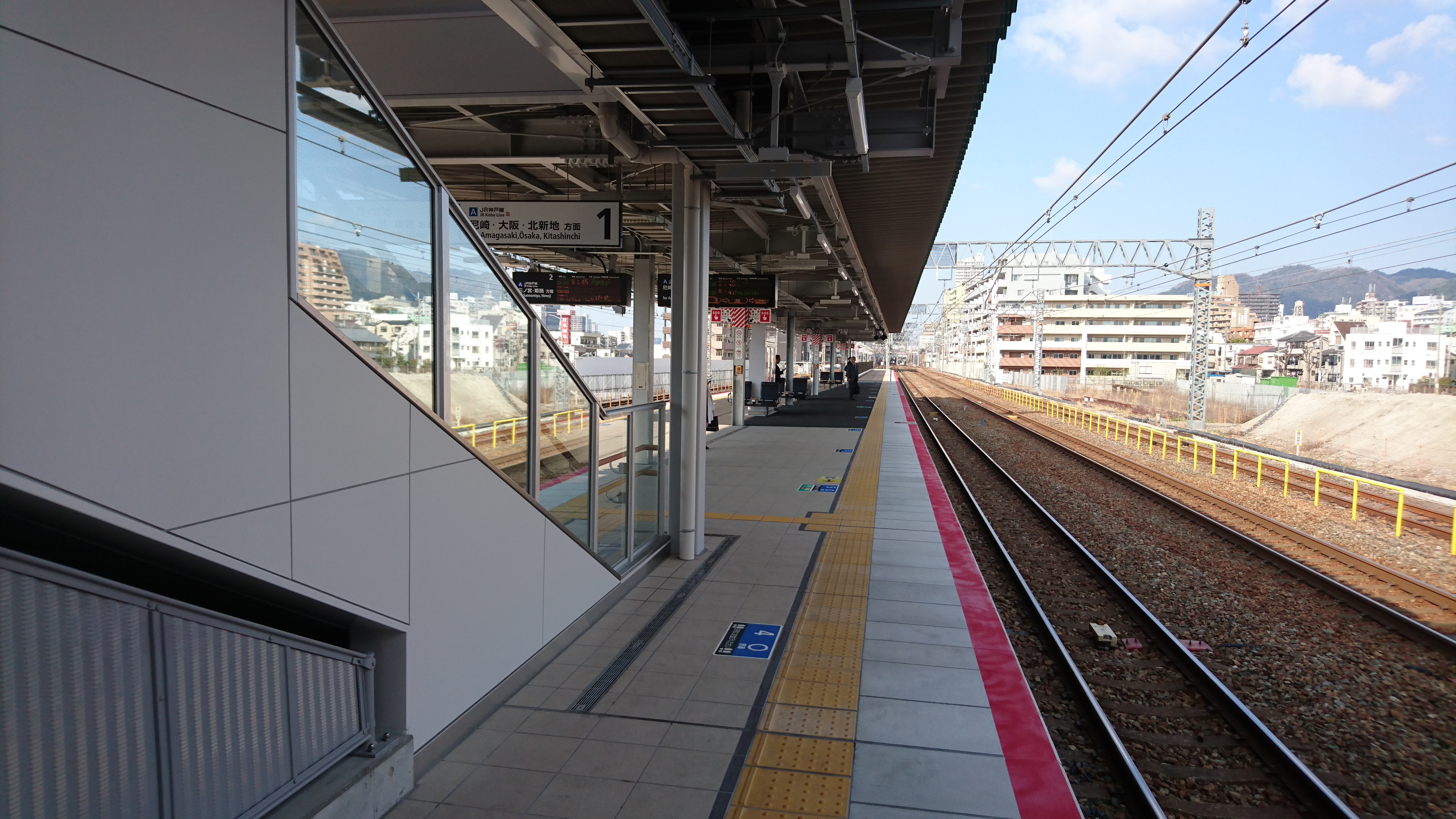
月台

摩耶站（日语：／ Maya eki */?）是位於兵庫縣神戶市灘區灘南通五丁目，西日本旅客鐵道（JR西日本）東海道本線（JR神戶線）的車站。車站編號為JR-A59。

## 歷史
此站在1972年前名為東灘站，為一座貨運車站。此站設有分支線，該支線（通稱：神戶臨港線）前往神戶港站。在此站至神戶港站之間設有分支點，該分支是神戶製鋼所神戶鋼鐵廠岩屋地區（現已關閉）专用線。
在1972年10月1日，此站終止貨物起卸服務，降級為編組場並名為東灘編組場。在1981年4月1日，由於實行削減貨物運輸的方針，再改為東灘號誌站。在2003年12月1日，神戶貨物總站啟用，神戶臨港線廢止。此號誌站先該營業旅客列車通過，貨運列車與不載客列車會在此站待避，在發生事故時會停泊列車。在四線鐵路的兩側各有1條待避線，由於需供長貨物列車待避，該待避總長近1公里。另外，在2000年3月11日至2002年10月4日之間，日間的快速列車使用此號誌站，在外側線與內側線之間轉軌。此外，此站曾經設有許多留置線和待避線，但在前述的貨物支線廢止後，大部分路軌已經撤走。
號誌站是位於灘站以東，因而名為「東灘」，但是此站的所在地不是在東灘區，而是在灘區（東灘區於1950年設置，此站名稱「東灘」比該區成立日期還要早）。此外，阪神本線的西灘站與神戸線王子公園站（舊稱：西灘站）是在此站的南面和北面。此站北邊設有神戶保線區的物資機器放置處。

### 成為旅客站
在2010年12月14日，JR西日本發表將會於六甲道站至灘站之間開設新旅客車站，當時暫定車站名稱為摩耶站（以平假名書寫）。在2015年10月2日，車站正式名稱定為摩耶站（以漢字書寫）。車站是來自「摩耶山」「摩耶埠頭」「摩耶出入口」「鳳凰廣場摩耶」等鄰近設施。此站的營業距離與東灘號誌站相同，因此實際上是由號誌站升級為車站。此站為請願車站，但是約40億日圓的興建費用由JR西日本全數承擔。
月台為1面2線的島式月台（只有內側線），車站大樓為跨站式站房。另外，在神戶一方設有上行線至下行線的渡線，以便在JR神戶線時間表發生混亂時進行運轉整理。在此站啟用前，在這個區間中，若上行列車停運時，姬路以西的列車會在西明石為臨時終點站，該渡線把臨時終點站延長至三之宮之間。但是在西邊的灘站也有折返設備。
這個新車站引入引入了以下環保設施，包括「直流電力變換裝置」，在列車制動停車時把該能量產生電力，另外也引入太陽能發電系統。

### 年表
- 1904年（明治37年）2月1日 - 官設鐵道灘號誌站啟用。
- 1907年（明治40年）8月20日 - 往神戶港站的貨物支線開通，改名為灘聯絡所。
- 1910年（明治43年）10月1日 - 灘站啟用（貨運車站）。
- 1917年（大正6年）12月1日 - 隨著現時的灘站啟用，此站改名為東灘站（貨運車站）。
- 1972年（昭和47年）10月1日 - 終止貨物起卸服務，降級為東灘編組場。
- 1981年（昭和56年）4月1日 - 縮小規模，降級為東灘號誌站。
- 1987年（昭和62年）4月1日 - 伴隨國鐵分割民營化，車站由西日本旅客鐵道（JR西日本）營運。
- 2003年（平成15年）12月1日 - 往神戶港站（日语：神戸港駅）的貨物支線（神戶臨港線（日语：神戸臨港線））廢止。
- 2004年（平成16年）8月7日 - 廢止的神戶臨港線，其路軌撤走完畢。
- 2005年（平成17年）11月26日 - 留置線與待避線撤走完畢。
- 2010年（平成22年）
  - 10月7日 - JR西日本表明對於新站設置方針[6]。
  - 12月14日 - JR西日本正式發布新設新車站[8]。暫定站名為摩耶站（以平假名書寫）。
- 2013年（平成25年）5月2日 - 摩耶站開始建設。
- 2014年（平成26年）10月20日 - 車站大樓、月台開始建設。
- 2015年（平成27年）
  - 10月2日 - JR西日本公布正式站名為摩耶站（以漢字書寫）[2]。
  - 12月11日 - 摩耶站建設工地的棚架倒塌，使發生阻礙列車行走[10]。
- 2016年（平成28年）3月26日 - 東灘號誌站升級為旅客車站，名為摩耶站[2][7]。
- 2018年（平成30年）3月17日 - 引入車站編號並開始使用[11]。

## 構造
車站為一座地面車站，設有1面2線的島式月台，只有內側、緩行線設有月台，外側、特急線沒有月台並均通過此站。
此站位於JR特定都區市內制度中，「神戶市內」的車站。在都市網絡範圍內的車站。此站可使用ICOCA與互相使用的IC卡。
開業當初已經沒有綠色窗口，只有綠色售票機。
此站為鐵路拍攝地方，在平日和假日都會有鐵道迷在此站が集拍攝。

### 進站音樂
此站是在2007年（平成19年）3月18日以後開設JR京都線、JR神戶線新站，因此此站設有獨自引入的進站音樂，此站的進站音樂是使用JR神戶線標準進站音樂「細波」的音質版。

### 月台配置
| 月台 | 路線     | 方向 | 目的地                 |
| ---- | -------- | ---- | ---------------------- |
| 1    | JR神戶線 | 上行 | 尼崎、大阪、北新地方向 |
| 2    | JR神戶線 | 下行 | 三之宮、姬路方向       |

- 以上的路線名是使用旅客資訊上的名稱（別名、愛稱）。
- 2號月台只可容納8卡車廂，1號月台可容納12卡車廂，通常往西明石方向的頭4卡車廂位置會以繩圍封。在上述起及，此站以東當發生運輸障礙時最長12卡編成的快速列車會使用1號月台折返。但是，在三之宮站至此站之間為不載客列車。

## 使用情況
根據《兵庫縣統計書》，在2017年度1日平均上車人次為4,806人。
根據《神戶市統計書》（神戶市企劃調整局綜合計劃課編寫）和《兵庫縣統計書》，以下為近年1日平均上車人次：
| 年度   | 1日平均 乘車人次 | 參考資料 |
| ------ | ---------------- | -------- |
| 2016年 | 3,830            | [ 13 ]   |
| 2017年 | 4,806            | [ 14 ]   |
| 2018年 | 5,513            | [ 15 ]   |

## 周邊

### 北出口
- 兵庫縣道198號東灘停車場線（日语：兵庫県道198号東灘停車場線）
- 神戶水道筋郵局
- Hello Work灘
- 阪急電鐵神戶本線王子公園站

### 南出口
- 神戶灘南郵局
- 國道2號
- 神戶市立西灘小學（日语：神戸市立西灘小学校）
- 阪神電氣鐵道本線西灘站
- 鳳凰廣場摩耶

## 相鄰車站
西日本旅客鐵道
 JR神戶線（東海道本線）
■新快速、■快速
通過
■普通（包括直通至JR東西線、學研都市線內的區間快速列車）
六甲道（JR-A58）－摩耶（JR-A59）－灘（JR-A60）

### 曾經存在的路線
日本貨物鐵道
東海道本線貨物支線（神戶臨港線，於2003年12月1日廢止）
東灘（號誌）－神戶港

## 外部連結
- 摩耶｜車站資訊：JR出門網 - 西日本旅客鐵道（日語）